# Sparganopseustis
Sparganopseustis es un género de polillas tortrícidas categorizado en la tribu Sparganothini, de la subfamilia Tortricinae. Fue descrito por Powell y Lambert en 1986.

## Especies
- Sparganopseustis acrocharis (Meyrick, 1932)
- Sparganopseustis aurolimbana (Zeller, 1866)
- Sparganopseustis elimata Meyrick, 1930
- Sparganopseustis flaviciliana (Walsingham, 1913)
- Sparganopseustis flavicirrata (Walsingham, 1914)
- Sparganopseustis garlaczi Razowski y Wojtusiak, 2008
- Sparganopseustis geminorum Meyrick, 1932
- Sparganopseustis martinana Powell, 1986
- Sparganopseustis myrota Meyrick, 1912
- Sparganopseustis ningorana (Walsingham, 1914)
- Sparganopseustis niveigutta (Walsingham, 1913)
- Sparganopseustis tessellata (Walsingham, 1913)
- Sparganopseustis unipunctata (Walsingham, 1914)
- Sparganopseustis unithicta Razowski y Wojtusiak, 2010